# PHPDoc
PHPDoc — це адаптований стандарт документування Javadoc для використання в PHP. Наразі[коли?] стандарт коментування має лише неформальний статус, проте, планується його закріплення як одного зі стандартів розробки PHP-фреймворків, котрий розробляє група PHP-FIG. Стандарт, який розробляється, отримає номер PSR-5. PHPDoc підтримує як об'єктно-орієнтований, так і процедурний код.

## Синтаксис
Doc-блоки (англ. DocBlock comments) — багаторядкові коментарі в стилі С, розміщені перед елементом, який коментується. Першим символом в коментарі (і на початку кожного рядка коментаря) повинен бути * (символ зірочки). Блоки розділяються порожніми рядками.
Таким чином, Doc-блок поміщається в контейнер, який починається з символів /** та закінчується */.
Для внутрішніх рядків контейнера всі whitespace-символи, які розташовані до першого символу *, ігноруються
Приклад Doc-блока для функції, яка отримує md5-хеш з сіллю:
```
/**

 * Це Doc-блок для функції, яка отримує md5-хеш з сіллю

 *

 * @param $str Вхідний рядок, від якого потрібно отримати хеш

 * @return string

 */

function
 
foo
(
$str
)

{

	
global
 
$salt
;

	
return
 
md5
(
$salt
.
$str
);

}

```

## Застосування
- Застосовується для формального опису коду.
- Дозволяє визначити необхідні типи даних вхідних змінних, результату, який отримується внаслідок виконання певних блоків коду.
- Завдяки підтримці в IDE дозволяє організувати коректне автодоповнення коду.
- Дозволяє автоматично створювати документацію до коду.
- Дозволяє пришвидшити рефакторинг коду іншими розробниками.
- Дозволяє швидко згадати, за що відповідає фрагмент коду, не читаючи вміст функції або методу.
- Дозволяє описати для інших програмістів особливості використання фрагменту коду.